# Schlangenbach (Altmühl)
Der Schlangenbach ist ein fast 7 km langer Bach im Gebiet der Gemeinde Dittenheim im Landkreis Weißenburg-Gunzenhausen, der nach einem ungefähr nordöstlichen Lauf bei Windsfeld von rechts in die mittlere Altmühl mündet.

## Geographie

### Verlauf
Sein Ursprung liegt südwestlich von Sammenheim auf einer Höhe von rund 482 m ü. NHN an einer Feldwegkreuzung im flachen nördlichen Vorfeld des Hahnenkamms im Naturpark Altmühltal, unweit der Gemeindegrenze zu Gnotzheim. Er fließt mehrmals abwechselnd in eine nördliche und nordöstliche Richtung durch eine Offenlandschaft im Altmühltal. Der Bach fließt an Sammenheim vorbei und unterquert die Kreisstraßen WUG 26 und WUG 28. Anschließend nimmt er nördlich von Sammenheim zwei unbenannte Zuflüsse auf. Anschließend durchquert er Sausenhofen und passiert Windsfeld im Westen. Nach einem Lauf von insgesamt etwa 6,9 km mündet er etwas oberhalb von Windsfeld und gegenüber dem Gunzenhäuser Dorf Unterasbach auf einer Höhe von etwa 412 m ü. NHN von rechts bzw. von Süden auf einem begradigten Laufabschnitt der mittleren Altmühl, der hier eine breite Aue bildet, die nach starken Regenfällen von den Wassermassen der ausufernden Altmühl überschwemmt wird. Unweit münden auch der Pflaumfelder Graben und der Dornhauser Mühlbach in die Altmühl.

### Zuflüsse
Nördlich von Sammenheim nimmt er zwei unbenannte Zuflüsse auf, die ein großes Bachsystem bilden: In Sammenheim vereinen sich mehrere kleine Bäche, die aus mehreren Quellen am Spielberg und am Gelben Berg entsteht, darunter auch eine, die die Steinerne Rinne bei der Buckmühle entstehen ließ.

### Einzugsgebiet
Das Einzugsgebiet des Schlangenbachs umfasst etwa 14,1 km² im Naturraum Vorland der Südlichen Frankenalb. Im Osten grenzt es an das Einzugsgebiet der Altmühl, im Südosten an das des Dittenheimer Mühlbachs. Jenseits der einzigen signifikant ausgeprägten südlichen Wasserscheide auf dem Hahnenkamm-Trauf liegt das Einzugsgebiet der „Westlichen“ Rohrach. Im Westen grenzt das Einzugsgebiet des aufwärtigen Altmühlzuflusses Wurmbach an, im Nordwesten das des kleineren Pflaumfelder Grabens.

## Gewässergüte
Der Schlangenbach ist mäßig (Güteklasse II) bis kritisch belastet (Güteklasse II – III). Stellenweise ist er auch stark verschmutzt (Güteklasse III).